# يرنقش بن عبد الله
يُرنُقش بن عبد الله الجهيري، ويكنى أبو الحسن، ويلقب بالرومي الجهيري عتيق بن أبي نصر بن جهير ببغداد.
سكن بغداد، وكان محدثاً من رواة الحديث عند أهل السنة والجماعة، وسمع الحديث النبوي من أحمد بن محمد العباسي المكي، وسمع منهُ أبو محمد ابن الأخضر، وغيرهم.
قال ابن الدبيثي: وكان خيراً وحدث.

## وفاته
توفى يرنقش الجهيري في الثالث من رجب سنة 623 هـ/ 1226م، ودفن في المقبرة الوردية ببغداد.